# Paral·lel 84° nord
El paral·lel 84° nord és una línia de latitud que es troba a 84 graus nord de la línia equatorial terrestre. Travessa tot l'Oceà Àrtic.

## Geografia
En el sistema geodèsic WGS84, al nivell de 84° de latitud nord, un grau de longitud equival a 11,675 km; la longitud total del paral·lel és de 4.203 km, que és aproximadament 10,5% de la de l'equador, del que es troba a 9.332 km i a 670 km del pol Nord

## Durada del dia
En aquesta latitud, el sol és visible almenys parcialment durant tot el dia des de principis d'abril fins a principis de setembre. Per contra, el sol està completament sota l'horitzó entre mitjans d'octubre i finals de febrer. Entre aquests períodes, durant poc més d'un mes cada vegada, és possible observar una posta de sol completa i al capvespre.

## Arreu del món
Així com tots els paral·lels al nord de la latitud 83° 40' N que passava per illa Kaffeklubben (extrem nord de Gronelândia), el paral·lel 84º passa íntegrament per l'oceà Àrtic. i les seves plataformes de gel, sense creuar terra ferma.